# Manuel Durand
Pour les articles homonymes, voir Durand.
Œuvres principales
- Les Pins Galants (2009)
- Les Grands Travaux (2012)
- Mais où est donc passé Nithard ? (2014)
- À quand la mer ? (2015)
- Seuls sont les indomptés (2017)
- Adios Muchachos (2018)

Manuel Durand est un comédien, auteur et metteur en scène français.

## Biographie
Manuel Durand s'est formé à l'ERAC (École régionale d'acteurs de Cannes) de 1992 à 1995 (avec Bruce Meyers, Denise Bonal, Pascal Rambert, Jean-Claude Brialy, Isabelle Nanty, François Marthouret, Claude Régy, Jacques Seiler, Georges Descrières, Robert Cantarella, Suzanna Rosender, Victor Haïm). Il sort avec le premier prix de l'école remis des mains de Jacques Rosner, alors président du jury.  
En 2016, il devient le responsable artistique de La Compagnie Pour Le Dire.

## Théâtre

### Comédien
- 1991 : Les Mains sales de Jean-Paul Sartre, mise en scène Marc Teulé, Théâtre Jean Vilar, Bourgoin Jallieu, La Tour du Pin.
- 1992 : Le Voyageur sans bagage de Jean Anouilh, mise en scène Jean-Jacque Ricci, Corpo Lyon III.
- 1992 : Doña Rosita de Federico Garcia Lorca, mise en scène Danièle Klein, Festival des Nuits de l'Enclave, Valréas.
- 1993 : Le Bourgeois gentilhomme de Molière, Orchestre Provence Alpes-Côte d'Azur, direction Philippe Bender, Palais des festivals et des congrès de Cannes.
- 1993 : Un autre songe d'une nuit d'été, d'après Shakespeare, mise en scène Jacques Mornas, Festival d'Avignon IN, ERAC.
- 1994 : De mes propres mains de Pascal Rambert, mise en lecture de l'auteur, Salon du Livre, Paris.
- 1994 : Un fil à la patte de Georges Feydeau, mise en scène Isabelle Nanty, Théâtre National de Nice, ERAC.
- 1994 : Murder de Philippe Minyana, mise en scène Robert Cantarella, Festival d'Avignon IN, ERAC.
- 1994 : La Terrible Voix de Satan de Gregory Motton, mise en scène Claude Régy, Théâtre Gérard-Philipe (Saint-Denis) , Festival d'automne à Paris.
- 1995 : La Terrible Voix de Satan de Gregory Motton, mise en scène Claude Régy, Tournée France, Théâtre Le Quartz-Scène Nationale, Le Volcan-Scène Nationale, Théâtre Vidy-Lausanne.
- 1995 : La Fleur de l'âge de Jacques Prévert, mise en scène Udo Staf, Chansons Oswald d'Andréa, Production Opéra de Lyon-Théâtre Oullins.
- 1996 : Kaldewey, farce de Botho Strauss, mise en scène Pierre Laneyrie, Théâtre Joliette-Minoterie, Marseille.
- 1997 : L'Été de Romain Weingarten, mise en scène André Tardy, CDN Comédie de Saint-Etienne.
- 1998 : Le Véritable Ami de Carlo Goldoni, mise en scène Fabrice Cals et Nils Hohlund, Théâtre du Lucernaire.
- 1998 : Ecce Homo, création collective du groupe Athanor, mise en scène Jean-Christophe Gerace, Espace Kiron, Paris.
- 1999 : On purge bébé de Georges Feydeau, mise en scène Régis Braun, CDN de Nice, Théâtre Alexandre III, Cannes.
- 1999 : Un sujet de roman de Sacha Guitry, mise en scène Geneviève Thénier et Jean Bouchaud, Théâtre du Palais Royal.
- 2000 : Réussissez ! (votre chute), création collective, mise en scène Jean-Christophe Gerace et Fabien Dariel, Théâtre de la Criée, Marseille.
- 2000 : Un sujet de roman de Sacha Guitry, mise en scène Jean Bouchaud, Théâtre du Palais Royal, Tournée France, Suisse.
- 2000 : L'Heure du diable de Fernando Pessoa, mise en scène Sophie Faria, Centre universitaire méditerranéen, Nice.
- 2001 : Madame Sans-Gêne de Victorien Sardou, nouvelle version Pierre Laville, mise en scène Alain Sachs, Théâtre Antoine-Simone-Berriau[2].
- 2001 : Le Triomphe de l'amour de Marivaux, mise en scène Chantal Trichet, Théâtre du chaudron, La cartoucherie de Vincennes.
- 2002 : Madame Sans-Gêne de Victorien Sardou, mise en scène Alain Sachs, Théâtre Antoine-Simone-Berriau.
- 2003 : Madame Sans-Gêne de Victorien Sardou, mise en scène Alain Sachs, Théâtre Antoine-Simone Berriau, Tournée France, Belgique, Suisse, Teat Champ Fleuri, Îles de la Réunion.
- 2003 : Le Cabaret de Clémentine Célarié, 70 soirées d'improvisations publiques, Théâtre Essaïon.
- 2004 : Le Cabaret de Clémentine Célarié, soirées d'improvisations publiques, Théâtre Le Temple.
- 2005-2006 : Moins deux de Samuel Benchetrit, mise en scène de l'auteur, Théâtre Hébertot[3].
- 2005-2006 : Jules Renard-Journal, adaptation et création Jean-Louis Trintignant et Manuel Durand, Théâtre du Petit Hébertot, Théâtre Hébertot.
- 2007 : Moins deux de Samuel Benchetrit, mise en scène de l'auteur, Tournée France, Belgique, Suisse.
- 2007 : Jules Renard-Journal, adaptation et création Jean-Louis Trintignant et Manuel Durand, Tournée France, Belgique, Suisse, Festival International de Littérature de Montréal, Québec[4].
- 2008 : Jules Renard/Jean-Michel Ribes, adaptation et création Jean-Louis Trintignant et Manuel Durand, mise en scène de Gabor Rassov, Théâtre du Rond-Point[1].
- 2008 : Jeanne d'Arc au bûcher de Arthur Honegger, mise en scène Keith Warner, direction Orchestre Antonio Pappano, Académie nationale Sainte-Cécile de Rome[5].
- 2009 : Les Pins galants, création de Manuel Durand avec la complicité de Gabor Rassov, première maquette, Théâtre Antoine-Simone-Berriau.
- 2009 : La serva amorosa de Goldoni, mise en scène Christophe Lidon, Théâtre Hébertot[6].
- 2010 : Les Pins galants, création et jeu Manuel Durand, Théâtre Hébertot.
- 2010 : La serva amorosa de Goldoni, mise en scène Christophe Lidon, Tournée France, Belgique, Suisse.
- 2011 : Les Pins galants, création et jeu Manuel Durand, avec la complicité de Raphael Bouvet, Théâtre du Petit chien qui fume, Festival d'Avignon Off.
- 2012 : La Belle Hélène de Jacques Offenbach, mise en scène Corinne et Gilles Benizio, direction Orchestre Hervé Niquet, Opéra de Montpellier.
- 2013 : La Belle Hélène de Jacques Offenbach, mise en scène Corinne et Gilles Benizio, direction Orchestre Cyril Englebert, Opéra royal de Wallonie, Charleroi[7].
- 2013 : La Danse immobile de Clémentine Célarié et Thierry Monfray, Théâtre de Levallois.
- 2014 : Mais où est donc passé Nithard ? de Manuel Durand, mise en scène Corinne Benizio, Festival de l'Abbaye Royale de Saint Riquier, Baie de Somme[8].
- 2014 : Jules César d'après une histoire vraie, d'après Jules César de Shakespeare, mise en scène Marion Lécrivain, Théâtre de Lalogeparis, Paris.
- 2015 : Moins deux de Samuel Benchetrit, mise en scène de l'auteur, Théâtre Hébertot.
- 2016 : À quand la mer ? de Manuel Durand, mise en scène de l'auteur, Théâtre de l'Opprimé.
- 2017: À quand la mer ? Nouvelle version, mise en scène de l'auteur, Théâtre de La Luna, Festival d'Avignon.
- 2018: Des amis fidèles, mise en scène Eric Rouquette, Théâtre du Pavé, Toulouse / Théâtre La Luna, Festival d'Avignon.
- 2022:Cendres et confettis,mise en scène par Camille Pablosky, Théâtre Le Vivat, Armentières.

#### Auteur
- 2007 : Jules Renard-Journal, adaptation et création, Théâtre du Petit Hebertot, Théâtre Hébertot.
- 2008 : Jules Renard/Jean-Michel Ribes, adaptation et création, Théâtre du Rond-Point.
- 2009 : Les Pins galants, création et jeu de Manuel Durand, première maquette Théâtre Antoine, Théâtre Hébertot, Théâtre le petit chien qui fume, Festival d'Avignon OFF.
- 2012 : Les Grands Travaux, lecture Théâtre de l'œuvre.
- 2014 : Mais où est donc passé Nithard ?, mise en scène de Corinne Benizio, Festival Abbaye Royale de Saint Riquier. Lecture SACD et Théâtre du vingtième.
- 2015 : À quand la mer ? mise en scène de Manuel Durand, Théâtre de l'Opprimé.
- 2017: Seuls sont les indomptés.
- 2018: Adios Muchachos, commande d'écriture du festival des rencontres musicales de l'Abbaye Royale de Saint Riquier.

### Metteur en scène
- 2008 : Prenez garde à l'amour !, contes de Guy de Maupassant, Théâtre de l'Atelier[9].
- 2010 : Les Pins galants de Manuel Durand, Théâtre Hébertot.
- 2013 : La Danse immobile de Clémentine Célarié et Thierry Monfray, collaboration artistique et direction d'acteurs, Théâtre Rutebeuf, Auditorium conservatoire Léo Délibes, Clichy[10].
- 2016: À quand la mer ?[11],[12],[13] de Manuel Durand, Théâtre de l'Opprimé.
- 2017: À quand la mer ? Nouvelle version, Théâtre de La Luna, Festival d'Avignon 17.

## Filmographie
- 2015 : Ixcanul de Jayro Bustamante, coaching actrice principale : María Mercedes Coroy, Antigua, Guatemala. Prix Alfred-Bauer au Festival international du film de Berlin 2015
- Mémoires perdues, série, réalisation Michèle Hauteville
- Médecin de nuit, série, réalisation Gilles Béhat
- Le Soir des noces, court métrage de Sophie Cantier
- Ainsi soit-il, court métrage de Dominique Ralet
- Le Cri du nounours dans la nuit, court métrage de Marie Borrelli
- Menu Plaisirs, court métrage de Jean-Claude Brialy, hommage à Jean Renoir[réf. souhaitée]